# Supercoppa dei Campioni Intercontinentali
La Supercoppa dei Campioni Intercontinentali, anche nota come Recopa de Campeones Intercontinentales, Recopa Mundial o Recopa Intercontinental, è stata una competizione calcistica patrocinata dalla CONMEBOL e disputata solamente nel 1968 e nel 1969 tra le squadre vincitrici in passato della Coppa Intercontinentale.
Nel 2005 la CONMEBOL ha riconosciuto la competizione come titolo internazionale ufficiale.

## Storia
Questa coppa venne ideata nella seconda metà del 1967 dai dirigenti delle 3 squadre sudamericane che si erano aggiudicate la Coppa Intercontinentale, e precisamente il Peñarol, il Santos e il Racing Avellaneda. La nuova manifestazione si sarebbe disputata con gironi di andata e ritorno tra le squadre sudamericane vincitrici dell'Intercontinentale negli anni precedenti e parimenti con gironi di andata e ritorno tra i club europei che si erano precedentemente fregiati del titolo di Campioni del Mondo per club. I vincitori dei due mini gironi si sarebbero incontrati in una doppia finale. Per l'Europa dovevano partecipare i 2 soli club ad aver vinto l'Intercontinentale: Inter e Real Madrid.
Nel 1968 la CONMEBOL patrocinò la nuova coppa, con l'assenso dell'UEFA, e il 13 novembre 1968 ci fu la prima partita.
Real Madrid ed Inter avrebbero dovuto incontrarsi in una doppia sfida tra la fine del 1968 e i primi mesi del 1969, ma dopo una prima risposta affermativa il Real Madrid dovette rinunciare alla coppa per problemi di calendario. L'Inter divenne così automaticamente la finalista della parte europea della nuova coppa. Giunse alla finale dalla parte sudamericana il Santos di Pelé.
Il 24 giugno 1969 si disputò la finale d'andata allo stadio San Siro di Milano.
L'Inter prese parte a questa nuova coppa come a poco più di una amichevole di prestigio, mentre il Santos, giunto a questa finale dopo un lungo cammino di qualificazione si presentò alla finale al massimo della forma. L'Inter presentò una formazione rimaneggiata senza alcuni titolari, tra cui Facchetti, Suárez, Landini e Bertini.
Vinse la partita il Santos per 1-0 grazie ad un gol di Toninho Guerreiro che calciò in porta una corta respinta di Bordon su un violento tiro da fuori area di Pelé. La Gazzetta dello Sport titolò l'indomani: "Santos 1 - Inter 0... a ritmo cordiale".
Si doveva disputare il ritorno in Brasile, ma l'Inter rinunciò alla manifestazione; il Santos si offrì comunque di giocare in Italia anche il match di ritorno e precisamente a Napoli nel settembre 1969, ma la formazione milanese declinò a causa dell'inizio del campionato proprio in concomitanza con la finale di ritorno e non giudicando tale manifestazione niente altro che una amichevole di lusso.
Il Santos si dichiarò campione nel disinteresse generale, ma a distanza di 36 anni la CONMEBOL ha deciso di considerare tale coppa come un torneo ufficiale e il Santos può fregiarsi dal 2005 del titolo di vincitore della Supercoppa dei Campioni Intercontinentali 1968.
Nel 1969 la CONMEBOL ci riprovò: vennero disputate 11 partite tra le 4 squadre che avevano vinto sino ad allora la coppa Intercontinentale e prevalse alla fine il Peñarol.
Sul lato europeo però questa coppa continuava ad essere ignorata; Real Madrid, Internazionale e Milan non disputarono alcuna partita tra loro per produrre una finalista per la Coppa e di conseguenza la finale non fu disputata.
Nel 1970 la CONMEBOL tentò una terza edizione che fallì anche in Sud America.

## Albo d'oro
| N° | Anno | Squadra | Nazione            | Coppe Intercontinentali vinte | Squadre UEFA | Squadre CONMEBOL |
| -- | ---- | ------- | ------------------ | ----------------------------- | ------------ | ---------------- |
| 1  | 1968 | Santos  | Brasile (bandiera) | 1962 e 1963                   | 2            | 4                |
| 2  | 1969 | Peñarol | Uruguay (bandiera) | 1961 e 1966                   | 3            | 4                |